# Trygonoptera ovalis
Trygonoptera ovalis  (лат.) — вид рода тригоноптеров семейства короткохвостых хвостоколов отряда хвостоколообразных. Эндемик субтропических прибрежных вод юго-западной Австралии. Встречается на глубине до 43 м. Тело округлое с широким мясистым треугольным рылом. Сравнительно короткий хвост оканчивается хвостовым плавником. Имеется один спинной плавник. Окраска  сероватого или коричневатого цвета. Ноздри имеют увеличенные доли во внешних выступах и складку кожи в форме юбочки с бахромчатым задним краем между ними. На хвостовом стебле расположен один жалящий шип и хвостовой плавник. Максимальная зарегистрированная длина 61 см. Закруглённый гибкий диск позволяет этим скатам скользить между скалами, рифами и в зарослях водорослей, которые составляют их любимые убежища.
Trygonoptera ovalis являются яйцеживородящими, развивающиеся эмбрионы питаются желтком и гистотрофом, произведённым матерью.  Не являются объектом целевого лова..

## Таксономия
Впервые Trygonoptera ovalis был научно описан в 1987 году. Видовое название происходит от слова лат. ovalis — «овальный» и связано  формой диска этого ската. Голотип представляет собой самку длиной 21 см, пойманную в Большом Австралийском заливе, Западная Австралия (32°24′ ю. ш. 127°30′ в. д.), на глубине 30 м. Паратипы: неполовозрелый самец длиной 20,8 см, пойманный там же на глубине 36—38 м, неполовозрелый самец длиной 18,6 см и самки длиной 30,2—33,8 см, пойманный на юге Скорпион Байт на глубине 30—40 м, самка длиной 16 см, пойманная к югу от Манджеры на глубине 42—43 м, самка длиной 14,1 см, пойманная у скал Хаутмана на глубине 4—6 м и неполовозрелый самец длиной 15,1 см, загарпуненный в Джеограф Бэй.

## Ареал
Trygonoptera ovalis являются эндемиками прибрежных вод юго-западной Австралии. Они обитают от Юклы до скал Хаутмана. Эти донные рыбы предпочитают прибрежные воды не глубже 43 м с песчаным дном, скалистыми рифами и зарослями водорослей.

## Описание
Широкие грудные плавники Trygonoptera ovalis сливаются с головой и образуют диск в виде овала, длина которого слегка превышает ширину. Мясистое закруглённое рыло образует тупой угол и не выступает за границы диска. Среднего размера глаза расположены в верхней части диска, позади глаз имеются брызгальца в виде запятых. Внешний край ноздрей переходит в широкую и плоскую лопасть. Между ноздрями пролегает кожаный лоскут с бахромчатым задним краем, который нависает над ртом. Наружный край нижней челюсти покрывают многочисленные пальцевидные отростки, на дне ротовой полости также имеются 4 отростка. Зубы мелкие с овальными основаниями. На вентральной поверхности диска расположены пять пар коротких жаберных щелей.
Края небольших брюшных плавников закруглены. Длина хвоста составляет 75—100 % длины диска. Хвост имеет овальное сплюснутое поперечное сечение, латеральные складки отсутствуют. Он  оканчивается крупным листовидным хвостовым плавником. На дорсальной поверхности хвоста расположен небольшой спинной плавник, а сразу за ним — зазубренный шип. Кожа лишена чешуи. Окраска от серого до серовато-коричневого цвета, хвост тёмный. Глаза окружены тёмной «маской», в центральной части диска расположена пара пятен, тянущихся вдоль диска горизонтальными линиями. Пространство между линиями довольно светлое. Вентральная поверхность светлая, края диска темнее. Максимальная зарегистрированная длина 61 см.

## Биология
Округлый гибкий диск придаёт Trygonoptera ovalis большую маневренность по сравнению с другими скатами. Они способны беспрепятственно и быстро скользить между скалами и в зарослях водорослей. Часто они зарываются под слоем осадков. Вероятно, подобно прочим хвостоколообразным эти скаты размножаются яйцеживорождением. Самцы достигают половой зрелости при длине 35 см.

## Взаимодействие с человеком
Trygonoptera ovalis не являются объектом целевого лова. Они не опасны для человека. Изредка они попадаются в качестве прилова при коммерческом промысле. Международный союз охраны природы присвоил этому виду статус сохранности «Вызывающий наименьшие опасения».